# Delpezzo-oppervlak
In de wiskunde is een delpezzo-oppervlak (of ook fano-oppervlak) een twee-dimensionale fano-variëteit, met andere woorden een niet-singuliere projectieve algebraïsch oppervlak met omvangrijke anti-canonieke delerklasse. Ze zijn in zekere zin het tegenovergestelde van oppervlakken van het algemene type, die een ruimere canonieke klasse hebben. 
Ze zijn vernoemd naar Pasquale del Pezzo, die deze oppervlakken bestudeerde onder de meer beperkende voorwaarde dat zij een zeer ruime anti-canonieke delerklasse hebben, of in de taal van Del Pezzo de oppervlakken met een graad n ingebed in de n-dimensionale projectieve ruimte, de delpezzo-oppervlakken van ten minste graad 3.